# Kinderzimmer Productions
Kinderzimmer Productions ist eine deutsche Hip-Hop-Band aus Ulm (im Jargon der Band U-Stadt). Ihr erstes Album veröffentlichten sie 1994. Der Name der Gruppe spielt auf die Boogie Down Productions an, wurde jedoch abgewandelt auf den Produktionsort, das Kinderzimmer im Elternhaus von Sascha Klammt, in dem die Idee und die anfänglichen Aufnahmen für die ersten beiden Alben entstanden. Am 23. November 2007 gab die Band ihre Auflösung bekannt. Nach mehr als 10 Jahren wurde am 13. September 2019 die Single Es kommt in Wellen veröffentlicht. Das dazugehörige Album Todesverachtung to Go erschien am 17. Januar 2020.

## Geschichte
Das erste, gleichnamige Album der Kinderzimmer Productions musste kurz nach der Veröffentlichung wieder vom Markt genommen werden, da in dem Song Back ein nicht genehmigtes Sample von den Stranglers aus dem Lied Golden Brown verwendet wurde. Die Stranglers hatten dem Sample zugestimmt, die Plattenfirma aber ihre Leistungsschutzrechte in Anspruch genommen und somit die weitere Verbreitung der Platte verhindert. Das Album wurde 1998 erneut unter dem Namen Die Erste veröffentlicht, wobei das ungeklärte Sample durch eine betont schräge Pianomelodie, die von Textor gespielt wird, ersetzt wurde.
Bei ihrem zweiten Album Im Auftrag ewiger Jugend und Glückseligkeit waren Kinderzimmer Productions vorsichtiger. In dem Lied Intro wird ein Sample von Kate Bush nur angekündigt mit den Worten: „An dieser Stelle stand ein Sample von Kate Bush“. Die Visions bezeichnete es in ihrem Review als „noch vor Fettes Brot und den Absoluten Beginnern [als] das beste deutsche HipHop-Album des Jahres“.
1999 erschien ihr Major-Debüt Die hohe Kunst der tiefen Schläge über das Label Epic Records. Auf dem Album bleibt das Duo seiner Linie treu und biedert sich nicht an den damaligen Zeitgeist an. 2002 folgt das zweite Major-Album Wir sind da wo oben ist  auf dem Label Virgin Records. 2004 geht die Gruppe zurück zu ihren Anfängen und produziert das Album Irgendjemand muss doch selbst. Im Anschluss darf die Gruppe für das Goethe-Institut in Usbekistan und Tansania auftreten.
Das vorerst letzte Album der Gruppe erschien 2007 unter dem Titel Asphalt. Es bezieht sich deutlich auf die damalige deutsche Hip-Hop-Szene und enthält Anklänge an den Battle-Rap, wenn auch grotesk übersteigert und eher auf gehobenem Niveau. Das Album entstand erstmals räumlich getrennz. Textor zog nach Berlin, während Quasi Modo in Ulm verblieb. Im November 2007 löste sich das Duo auf. Im April 2008 spielte die Band, als zweite Hip-Hop-Gruppe nach Die Fantastischen Vier als letztes Konzert ein Unplugged-Konzert. Es fand im Konzerthaus Dortmund statt und wird ein Jahr unter dem Titel Over and Out – Live Konzerthaus Dortmund als Livealbum veröffentlicht. Beteiligt waren fünf weitere Musiker an zahlreichen Instrumenten.
Ein paar Jahre später am 7. August 2010 trat die Band jedoch noch einmal auf: im Radiokulturhaus des ORF, zusammen mit dem ORF Radio-Symphonieorchester Wien, im Rahmen einer FM4 Radiosession. Am 10. Juli 2012 gab es ein weiteres Konzert im Theater Ulm in Zusammenarbeit mit dem Philharmonischen Orchester der Stadt Ulm im Rahmen des Donaufestes.

## Reunion
2020 kehrt das Duo zurück und veröffentlicht das Album Todesverachtung to Go, das tatsächlich auch das erste ist, das die deutschen Charts erreicht. Es platzierte sich im Januar 2020 auf Platz 61 der deutschen Albencharts. Es erschien über Grönland Records, dem Label von Herbert Grönemeyer. Als Features sind Fettes Brot, Flo Mega und Fantasma Goria vertreten.

## Stil
Musikalisch waren die ersten Kinderzimmer Productions-Alben wenig kommerziell ausgerichtet. Die Musik von Kinderzimmer Productions zeichnet sich durch die Kombination von oft jazzigen bzw. funkigen Samples und Zitaten von Hip-Hop-Klassikern aus. Es finden sich auch viele Lo-Fi-Effekte auf den Alben. Der Sprechgesang Textors ist sehr schnell, seine Sprache anspruchsvoll, er verwendet viele Fremdwörter und Fachbegriffe. In Back singt Textor: „Wie ich schon sagte, ich schreib meine Zeilen mal widerlich schnell, mal fettig und langsam, mal sinnvoll, mal sinnlos“, was seinen Stil treffend beschreibt. Diese virtuose Mischung aus Sampling und Sprechgesang nimmt manchmal psychedelische Züge an. Musikalisch ist auch das Album nach der Reunion eine konsequente Anwendung der alten Formel, wirkt daher aber für viele Kritiker auch wie aus der Zeit gefallen.

## Diskografie

### Alben
- 1994: Kinderzimmer Productions (Eigenproduktion, vom Markt genommen wegen eines nicht lizenzierten Samples von den Stranglers)
- 1996: Im Auftrag ewiger Jugend und Glückseligkeit (Kinderzimmer Recordings)
- 1998: Die Erste (bis auf das Stück Back identisch mit dem Album Kinderzimmer Productions) (Kinderzimmer Recordings)
- 1999: Die hohe Kunst der tiefen Schläge (Epic Records)
- 2002: Wir sind da wo oben ist (Virgin Records)
- 2004: Irgendjemand muss doch (Kinderzimmer Recordings/Rough Trade/Arvato)
- 2007: Asphalt (Kinderzimmer Recordings)
- 2020: Todesverachtung to Go (Grönland Records)

### Livealben
- 2009: Over and Out – Live Konzerthaus Dortmund (Kinderzimmer Recordings/Rough Trade/Arvato)
- 2011: Gegen den Strich – Live mit dem Wiener Radiosymphonie Orchester des ORF (Trikont Musikverlag)

### EPs
- 2004: Ich bin, du nicht sicher (Rough Trade/Arvato)

### Singles
- 1998: 1-2-3-4
- 1999: Doobie
- 2002: Mikrofonform
- 2002: Wir sind da wo oben ist
- 2005: Irgendwo zwischen
- 2007: Back / Back (The Sequel)
- 2011: Untitled (HHV.de)
- 2022: Visualize / I Don't Mind (Inst.) (Split-7′’ mit freekind.)

### Sonstiges
- 1993: Die 3 Rüben - Tanzmusik für die reifere Jugend (Tape)